# بخش نیبرو
بخش نیبرو (به سوئدی: Nybro kommun) یک ناحیه شهری در سوئد است که در شهرستان کالمار واقع شده‌است.